# 水浒传 (1973年电视剧)
《水浒传》是一部由日本電視台（NTV）制作的电视连续剧，改编自施耐庵的同名小说和横山光辉的同名漫画。此剧曾于1977年在英国广播公司（BBC）和當時英屬香港等地播出。BBC版的台词由David Weir重新创作，以脱离日本原剧另起炉灶而著称。

## 制作经过
1967年，日本漫画家横山光辉在《希望之友》杂志上刊载了忠于一百二十回本《水浒传》原著的同名漫画，开日本漫画界中国长篇名著题材之先河，也令《水浒传》在日本流行起来。恰好日本和中华人民共和国于1972年实现邦交正常化，日本民众对中国文化兴趣逐渐高涨，本部电视剧的企划案即应运而生。因为当时处在“文革”中的中国大陆尚未开放外国商业电视机构入境取景，故全剧的场景均在日本完成。除梁山泊的外景依靠模型特摄手段完成外，日本电视台斥资5000万日元在日本国内建成一条宋代风格的布景街，另委托专人制作大批宋代式样的服装、兵器等，总制作费高达6亿日元（相当于现在的30亿日元）。无论是相对于施耐庵原著还是横山光辉漫画版，该剧的改编幅度都很大，如以林冲为第一男主角、林冲使棍棒（横山光辉在创作漫画时，因未能掌握丈八蛇矛的形状，故让林冲弃枪从棒）、彻底删去“武十回”、一丈青从开头就登场、高俅误走妖魔、林冲成为梁山精神领袖、吴用和公孙胜合并为一人等等。

## 制作人员名单
- 原作：施耐庵
- 原案：横山光輝
- 策划：榎本榮太郎、中澤啓作
- 制片人：加藤教夫、石野憲助
- 总编剧：菊島隆三、山田信夫
- 音乐：佐藤勝
- 编剧：高岩肇、宮川一郎、舛田利雄、池上金男
- 特技导演：有川貞昌
- 导演：舛田利雄
- 解说：芥川隆行
- 製作：日本電視台、国際放映

## 主題歌
- 「夜明けを呼ぶもの、（呼唤黎明）」（日语版主题歌）
  - 作詞：関沢新一（前期版）・水木かおる（后期版）、作曲：佐藤勝、演唱：ピートマック・ジュニア
- 「WATER MARGIN」（BBC英語版主题歌）
  - 英語版作詞：奈良橋陽子、編曲：ミッキー吉野、演唱：ゴダイゴ（Vo：トミー・スナイダー）

## 放映顺序
| 各回   | 回目                 | 编剧                       | 标题       |
| ------ | -------------------- | -------------------------- | ---------- |
| 第1回  | 大宋国の流星         | 高岩肇・舛田利雄           | 舛田利雄   |
| 第2回  | 蒼州の熱風           | 高岩肇・宮川一郎・舛田利雄 | 舛田利雄   |
| 第3回  | 熱砂の決闘           | 宮川一郎                   | 高橋繁男   |
| 第4回  | 九紋竜の激怒         | 宮川一郎                   | 高橋繁男   |
| 第5回  | 野盗の叫び           | 池上金男・舛田利雄         | 舛田利雄   |
| 第6回  | 梁山泊の夜明け       | 池上金男・舛田利雄         | 舛田利雄   |
| 第7回  | 小旋風と黒旋風       | 宮川一郎・中川信夫         | 中川信夫   |
| 第8回  | 青州の妖精           | 宮川一郎・中川信夫         | 中川信夫   |
| 第9回  | 宋江、危機一髪       | 池上金男                   | 小澤啓一   |
| 第10回 | 梁山泊軍、江州に躍る | 池上金男                   | 小澤啓一   |
| 第11回 | さすらいの勇者       | 宮川一郎                   | 西河克己   |
| 第12回 | 二竜山の対決         | 宮川一郎                   | 西河克己   |
| 第13回 | 荒野の三兄弟         | 池上金男                   | 降旗康男   |
| 第14回 | 決戦！祝家荘         | 池上金男                   | 降旗康男   |
| 第15回 | 二人の魯達           | 宮川一郎                   | 富本壮吉   |
| 第16回 | 必殺の矢             | 宮川一郎                   | 富本壮吉   |
| 第17回 | 林中・宿敵に挑む     | 池上金男                   | 降旗康男   |
| 第18回 | 風雲・高唐州！       | 池上金男                   | 降旗康男   |
| 第19回 | 帰らざる将軍         | 宮川一郎・村野鐵太郎       | 村野鐵太郎 |
| 第20回 | 親子砲の最後         | 宮川一郎・村野鐵太郎       | 村野鐵太郎 |
| 第21回 | 巨星、荒野に墜つ     | 舛田利雄                   | 小澤啓一   |
| 第22回 | 壮絶！救出大作戦     | 舛田利雄                   | 小澤啓一   |
| 第23回 | 策略に散る歌姫の恋   | 宮川一郎                   | 西河克己   |
| 第24回 | 北京の麒麟児         | 宮川一郎                   | 小俣堯     |
| 第25回 | 山東に立つ最後の猛将 | 池上金男                   | 山崎大助   |
| 最終回 | 野望、砂漠に果つ     | 池上金男                   | 山崎大助   |

## 主要演员
- 林中（林冲）：中村敦夫
- 小蘭（林冲之妻）：松尾嘉代
- 呼延灼：丹波哲郎
- 盧俊義：山村聰
- 扈三娘：土田早苗（香港配音：孫明貞）
- 燕麗（扈三娘之妹）：中山麻理
- 宋江：大林丈史
- 武松：ハナ肇
- 史進：あおい輝彦
- 朱武：内田良平
- 魯達（魯智深）：長門勇
- 楊志：佐藤允
- 戴宋（戴宗）：黒沢年男（香港配音：梁耀昌）
- 柴進：田村高廣
- 关胜：若林豪
- 黄信：峰岸隆之介
- 玉蘭：松木路子
- 花荣：原田大二郎
- 張順：長谷川明男
- 晁蓋：山形勲
- 公孫勝：寺田農
- 阮小二：品川隆二
- 阮小五：常田富士男
- 阮小七：渡辺篤史
- 鉄牛：大前均
- 雷横：長谷川弘
- 朱仝：浜田晃
- 顾大嫂：丹下キヨ子
- 棋遷：花巻五郎
- 王倫：北原義郎
- 梁中書：山本耕一
- 容花：真山知子
- 高揺花：加賀ちか子
- 陸謙：今井健二
- 富安：穂積隆信
- 董超：人見明
- 薛覇：榎木兵衛
- 何濤：堺左千夫
- 閻婆惜：青柳美枝子
- 劉高：高城淳一
- 黄文炳：川合伸旺
- 祝朝奉：下條正巳
- 祝竜：五味龍太郎
- 祝虎：佐藤京一
- 祝彪：黒部進
- 栾廷玉：中庸介
- 曽狼：安部徹
- 曽塗：千波丈太郎
- 曽索：亀石征一郎
- 曽魁：伊吹新
- 曽密：柳瀬志朗
- 曽昇：剛達人
- 唐義：小笠原弘
- 玄竜：竜崎勝
- 時遷：藤岡重慶
- 康：田口計
- 賀：南原宏治
- 如海：小林昭二
- 関史文：上野山功一
- 白面郎：天本英世
- 錦毛虎：近藤宏
- 高廉：草薙幸二郎
- 寥：宮口二郎
- 王榿：外山高士
- 冒漸：江見俊太郎[1]
- 単廷玉：平泉征
- 李雲：睦五郎
- 轟天雷：根上淳
- 轟思文：根岸一正
- 燕青：灰地順
- 李師太夫：磯野洋子
- 鳳仙：仙とも子
- 桃青：菅井きん
- 呂清：増田順司
- 羅真人：伊藤雄之助
- 蔡京：金田龍之介
- 徽宗皇帝:水谷豊
- 高求（高俅）：佐藤慶